# Dučevac
Dučevac (cyr. Дучевац) – wieś w Serbii, w okręgu pirockim, w gminie Babušnica. W 2011 roku liczyła 82 mieszkańców.